# Pedro I de Montenegro
Pedro I Petrović-Njegoš (em sérvio: Петар I Петровић Његош; romaniz.: Petar II Petrović-Njegoš; Njeguši, 1 de abril de 1747 – Cetinje, 31 de outubro de 1830) foi o Príncipe-bispo de Montenegro de 1784 até sua morte em 1830. Ele foi o líder espiritual e militar mais popular da dinastia de Petrović-Njegoš. Durante o seu longo governo, Pedro fortaleceu o Estado ao unir as clãs muitas vezes em conflito, consolidando o seu controle sobre as terras montenegrinas, introduzindo as primeiras leis no Montenegro em 1798. Seu governo preparou Montenegro para a subsequente introdução de instituições modernas do estado: impostos, escolas e grandes empresas comerciais. Foi canonizado pela Igreja Ortodoxa Sérvia como São Pedro de Cetinje.
Em 1813, sob a sua liderança, o exército montenegrino apoiado pela marinha britânica e russa opôs-se vitoriosamente às tropas de Napoleão na Dalmácia. No entanto, o Congresso de Viena não reconheceu a independência do Montenegro, forçando milhares de montenegrinos a refugiar-se na Sérvia e na Rússia para escapar à fome e às represálias políticas, o que fortaleceu o sentimento pan-eslavista em Montenegro e o desejo de libertação e uma unificação com a Sérvia Revolucionária.
Apesar do seu papel político e religioso, Pedro Petrović-Njegoš continuou a viver como um simples monge, passando a maior parte dos seus dias numa pequena cela e dedicando-se a práticas ascéticas. Sua vida foi dividida entre oração, jejum e política, mas encontrou tempo para ler livros em francês, italiano e russo para aumentar seu conhecimento da doutrina ortodoxa e da cultura secular. Ele foi descrito por uma contemporânea, a linguista germano-estadunidense Therese Albertine Luise Robinson, como "um homem de tamanho incomum, feições bonitas, talento considerável e um caráter altamente respeitado".